# جرج کاریس
جرج کاریس (انگلیسی: George Karrys؛ زادهٔ ۱۵ فوریهٔ ۱۹۶۷) ورزشکار کرلینگ اهل کانادا است.